# Diasporus diastema
Diasporus diastema é uma espécie de anfíbio  da família Eleutherodactylidae.
Pode ser encontrada nos seguintes países: Costa Rica, Honduras, Nicarágua e Panamá.
Os seus habitats naturais são: florestas subtropicais ou tropicais húmidas de baixa altitude, regiões subtropicais ou tropicais húmidas de alta altitude, plantações , jardins rurais e florestas secundárias altamente degradadas.